# Richard Bach
Richard David Bach (Oak Park, 23 giugno 1936) è un aviatore e scrittore statunitense.
Ha ottenuto un'ampia popolarità a livello internazionale, a partire dagli anni settanta, con la pubblicazione de Il gabbiano Jonathan Livingston, Illusioni: Le avventure di un messia riluttante e altre opere letterarie. Attualmente vive e lavora a Seattle.

## Biografia
Fu pilota riservista per l'U.S. Air Force, scrittore di manuali tecnici per la Douglas Aircraft Company e anche pilota acrobatico, prima di dedicarsi alla narrativa. La sua passione per l'aviazione marcherà, in modo più o meno evidente, gran parte della sua produzione letteraria, dalle prime opere dov'è citata direttamente a quelle più recenti, dove il volo diventa una complessa "metafora" della vita.
L'autore ha avuto sei figli dalla sua prima moglie, Bette, da cui ha divorziato nel 1970. Suo figlio Jonathan, giornalista, ha scritto un libro in cui analizza il controverso rapporto con il padre: A Reunion of Father and Son (1993). Nel 1973, durante la lavorazione del film tratto dal libro Il gabbiano Jonathan Livingston, conobbe l'attrice Leslie Parrish, che diventerà, nel 1977, la seconda moglie. Nel 1999, Bach ha poi divorziato anche da lei, per risposarsi nell'aprile dello stesso anno con Sabryna Nelson-Alexopoulos.
Il 1º settembre 2012 ebbe un incidente con il proprio idrovolante e venne ricoverato in ospedale in gravi condizioni. Lo scrittore si stava recando in visita a un amico sull'isola di San Juan nello Stato di Washington, quando il velivolo, durante l'atterraggio, ha agganciato un cavo elettrico, abbattendosi al suolo. Dopo quattro mesi venne dimesso all'ospedale. Da questa esperienza Bach racconta di aver avuto l'ispirazione per il completamento della quarta parte de Il gabbiano Jonathan Livingston, originalmente pubblicata in tre sezioni. Nel libro Un ponte sull'eternità parlando dell'abilità musicale della moglie Leslie, cita come proprio antenato il compositore Tedesco Johann Sebastian Bach.

## La produzione letteraria
Dopo anni di collaborazione con varie riviste inglesi - soprattutto periodici specializzati in aviazione, come lo statunitense Flying - raggiunse la popolarità con il suo primo romanzo, Il gabbiano Jonathan Livingston, pubblicato negli Stati Uniti nel 1970 e successivamente tradotto in decine di lingue.
L'opera, corredata nell'edizione originale dalle fotografie di Russel Munson, è essenzialmente una fiaba a contenuto morale che narra la storia di un gabbiano, metafora dell'uomo, che persegue per tutta la vita un ideale di perfezione che lo porterà dapprima all'isolamento e quindi allo studio e al sacrificio, fino ad apprendere il segreto della bontà e dell'amore, che cercherà di insegnare ai propri simili.

## Opere
- Straniero alla terra (Stranger to the Ground, 1963)
- Biplano (Biplane, 1966)
- Niente per caso (Nothing by Chance, 1969)
- Il gabbiano Jonathan Livingston (Jonathan Livingston Seagull, 1970)
- Un dono d'ali (A Gift of Wings, 1974)
- Illusioni: Le avventure di un messia riluttante (Illusions: The Adventures of a Reluctant Messiah, 1977)
- Nessun luogo è lontano (There's No Such Place As Far Away, 1979)
- Un ponte sull'eternità: una storia d'amore (The Bridge Across Forever, 1984)
- Uno (One, 1988)
- Via dal nido (Running from Safety, 1994)
- Le ali del tempo (Out of My Mind, 1999)
- Le storie dei furetti (The Ferret Chronicles):
  - Atterraggio di fortuna (Air Ferrets Aloft, 2002)
  - Salvataggio in mare (Rescue Ferrets at Sea, 2002)
  - Alla ricerca dell'ispirazione (Writer Ferrets: Chasing the Muse, 2002)
  - Saper perdere (Rancher Ferrets on the Range, 2003)
  - L'ultima guerra (The Last War: Detective Ferrets and the Case of the Golden Deed, 2003)
  - Curious Lives: Adventures from the Ferret Chronicles (2005)
- Flying (Flying: The Aviation Trilogy, 2003)
- Il libro ritrovato - Le risposte che aiutano a vivere (Messiah's Handbook: Reminders for the Advanced Soul, 2004)
- Il Cielo Ti Cerca (Hypnotizing Maria, 2009)
- Thank Your Wicked Parents: Blessings from a Difficult Childhood (Rainbow Ridge, 2012)
- Travels with Puff: A Gentle Game of Life and Death (NiceTiger, 2013)
- Illusions II: The Adventures of a Reluctant Student (Diamond Inspiration Kindle single e-book, 2014)
- Life With My Guardian Angel. (Rainbow Ridge 2018)